# Signorina schiuma di sapone
Signorina schiuma di sapone (Fräulein Seifenschaum) è un cortometraggio muto del 1914 scritto, diretto e interpretato da Ernst Lubitsch. Fu l'esordio nella regia di Lubitsch.

## Trama
Con lo scoppio della prima guerra mondiale, gli uomini, compresi i barbieri, furono arruolati. Di conseguenza, le donne dovevano essere impiegate al loro posto, e così la bottega del barbiere che impiega sia la madre che la figlia nel lavoro: la figlia insapona i clienti, mentre la madre rade gli uomini più o meno abilmente.
Anche il cliente Ernst vuole essere rasato. Fa gli occhi belli alla figlia, e la madre è decisa a buttarlo fuori dal negozio. Ernst fugge con il suo grande amore in macchina ed è seguito dalla madre a piedi, ed infine in bicicletta. La madre raggiunge la coppia su un lago in barca, dove Ernst scuote la sua barca fino a quando la madre non accetta che lui sposi la figlia. Poiché tutti e tre vogliono finalmente risparmiare i soldi per il taxi, tornano insieme in bicicletta. Alla fine, la schiuma di sapone di Ernst può essere rasata, il che lo taglia regolarmente, ricevendo un bacio da lui per ogni taglio.

## Produzione
Il film fu prodotto dalla Projektions-AG Union (PAGU).
Il film fu girato  tra la primavera e l'autunno del 1914.  Il film fu presentato in anteprima il 25 giugno 1915 all'Union Theater Alexanderplatz e all'Union Theater Kurfürstendamm di Berlino.
Fraulein Seifenschaum è considerato il primo film diretto da Ernst Lubitsch, e lo ha unito per la prima volta al produttore Paul Davidson, che in seguito ha prodotto numerosi film di Lubitsch.

## Distribuzione
Il corto uscì in Germania nel 1914.

## Critica
Herta-Elisabeth Renk definì il film una "satira tangibile nella guerra di tutti i giorni". Altri cricici definirono Fräulein Seifenschaum come „un mix mozzafiato di azioni comiche“.